# Toni Vilander
Toni Markus Vilander (Kankaanpää, 25 de julho de 1980) é um automobilista finlandês que disputou a Fórmula Renault italiana, vencendo o campeonato em 2002, e o campeonato GT italiano, vencendo a edição de 2005. Disputou também a GP2 Series em 2005. Durante o mesmo período Vilander continuou sua carreira na série F3000 italiana.  Em 2007, Vilander ganhou o campeonato FIA GT Championship Series juntamente com Dirk Müller. No ano seguinte, Vilander compartilhou o título do ex-piloto de Fórmula 1 racing Gianmaria Bruni. Em 2013, Vilander competiu na série Campeonato FIA World Endurance. Vilander participou das 24 Horas de Le Mans em 2008, 2010, 2011, 2012, 2013 e 2014. Entre 2012 e 2014, ele foi o Pro classe GTE o melhor junto com Giancarlo Fisichella e Gianmaria Bruni. Em 2014 Vilander está incluído no Campeonato Mundial de Endurance da FIA.
Toni Vilander passou a substituir Mika Salo nas transmissões de Fórmula 1 da MTV3 como um perito, no início de 2014.

## Registros naGP2 Series
| Ano  | Equipe            | No. | Corridas | Poles | Vitórias | Pontos | Posição final |
| 2005 | Coloni Motorsport | 17  | 4        | 0     | 0        | 0      | 25°           |